# Pogwisch
Pogwisch var en inflytelserik dansk-tysk adelsätt bosatt och verksam i hertigdömena Schleswig och Holstein där familjen ägde stora egendomar på 1400- och 1500-talen. Namnet Pogwisch har nordtyskt ursprung: Pog = groda och Wisch = äng. De tillhörde en klan av släkter som alla bar en vit ulv på blå botten som sitt vapen, dessa var: von der Wisch, Knop, Langelowe, Brokow och Wulf.
Med Christian Ludwig Frederick Pogwisch (1746-1806),  som var överstelöjtnant i den danska armén och chef för Fyns infanteriregemente dog ättens manliga gren dog ut. Ottilie von Goethe, född Freiin von Pogwisch (1796-1872), var svärdotter till Johann Wolfgang von Goethe.
Till ättens egendomar hörde bland annat Schloss Weissenhaus som ägdes omväxlande med familjen Rantzau. Henning Pogwisch, som föddes omkring 1420, är den första dokumenterade på godset Farve som var i familjen Pogwischs ägo sedan mitten 1600-talet.